# Bellefontaine (Ohio)
Bellefontaine è una località degli Stati Uniti d'America, capoluogo della contea di Logan, nello Stato dell'Ohio.